# Dysbióza
Dysbióza je stav změny rovnováhy lidského mikrobiomu ve smyslu funkčních schopností a celkového mikrobiálního složení. Pojmem dysbióza se nejčastěji vztahuje ke střevu, ale k narušení mikrobiálního společenství dochází i na kůži nebo v ústech. Dysbióza může být způsobena infekcí, zánětem, stravou nebo xenobiotiky. Další důležité faktory jsou genetická predispozice a rodinné prostředí.
Střevo člověka obývají biliony mikroorganismů, z naprosté většiny se jedná o bakterie. Ve fyziologickém, homeostatickém stavu mikrobiota napomáhá trávit jinak nestravitelné živiny, vytváří vitamíny a další esenciální látky, napomáhá maturování slizniční imunity a v neposlední řadě brání patogenům v kolonizaci střeva díky obsazení prostorové a potravní niky. Zdravá mikrobiální komunita má velkou diverzitu a je stabilní v čase. Měla by být rezistentní vůči okolním vlivům jako je strava, oxidativní stres, přítomnost bakteriofágů nebo xenobiotik. Dalším parametrem zdravé mikrobioty je resilience, schopnost rychlého navrácení do původní podoby po narušení rovnováhy. Dysbióza je charakterizována třemi hlavními znaky. Dochází k expanzi patobiontů, mikrobů neškodných v homeostatických podmínkách díky kompetici s ostatními mikroorganismy a díky regulaci imunitním systémem. Typicky se jedná o expanzi bakterií z čeledi Enterobacteriaceae. Na druhé straně se při dysbióze redukuje populace komenzálních bakterií, které se zásadně podílejí na fyziologických funkcích mikrobiomu. K redukci dochází přímou eliminací komenzálů, nebo je narušena jejich schopnost množit se díky nepříznivým podmínkám, způsobeným například zánětem ve střevě. Poslední znak disbiózy je pokles celkové diverzity mikrobů. Dysbióza je asociována s různými chorobami, např. s idiopatickými střevními záněty, diabetem 1 typu, celiakií, revmatoidní artritidou nebo astmatem.

## Imunitní systém a dysbióza
Imunitní systém hraje hlavní roli v udržování homeostatických podmínek ve střevě. Receptory přirozené imunity(PRR) jako Toll-like receptory nebo NOD-like receptory rozpoznávají na sliznicí molekulární vzory asociované s mikroby(nebo také patogeny, proto zkratka PAMP). Mastné kyseliny s krátkým řetězcem a deriváty tryptofanu, metabolity produkované komenzálními bakteriemi, ovlivňují metabolické a epigenetické nastavení střevních buněk. Jsou také přímo ligandy receptorů spřažených s G-proteiny nebo se vážou na Aryl hydrocarbon receptor. Přítomnost těchto metabolitů působí protizánětlivě. Po přijmu potravy se začínají mikroby množit, což vyústí v sekreci IL-22 a IL-18. Tyto cytokiny iniciují produkci mucinu a antimikrobiálních peptidů(AMP). AMP regulují mikrobiální komunitu a bránících prolomení střevní bariéry. Zároveň ale nedochází k propagaci zánětu. Důležitá je i sekrece slizničního IgA, který se váže na povrch bakterií a brání jejich adhezi k epitelu.
Dysbiózu provází narušení homeostatických interakcí mezi imunitním systémem a mikrobiotou. Omezená produkce metabolitů komenzály způsobuje nedostatečnou protizánětlivou signalizaci. Expanze patobiontů vede naopak skrze PRR k silnější aktivaci imunitních buněk a robustní prozánětlivé signalizaci. Přítomnost patobiontů nebo zánětlivá odpověď poškozuje epiteliální buňky a narušuje funkci těsných spojů mezi nimi. Výsledkem je vyšší propustnost střevní bariéry, což znamená amplifikaci zánětu díky pronikání PAMP. Vzniklé prostředí vyhovuje některým patobiontům k další expanzi. Tato pozitivní zpětná vazba může vést až k chronickému střevnímu zánětu a rozvoji některých onemocnění jako je Crohnova choroba nebo ulcerózní kolitida. Narušení integrity střevní bariéry navíc může vyústit v syndrom zvýšené propustnosti střeva(LGS). LGS je pravděpodobným spouštěčem autoimunitních onemocnění, protože do organismu mohou v zánětlivém prostředí pronikat mikrobiální antigeny s homologní strukturou k autoantigenům.